# Singai Pararasasegaram
Singai Pararasasegaram (tàmil சிங்கைப் பரராசசேகரன்) (mort 1519) fou rei de Jaffna de la dinastia Aryacakravarti. Va governar del 1478 al 1519, en una època en què van arribar els portuguesos, cosa el converteix en un dels reis més conegut, només després de Cankili I (1519–1561). Va succeir al seu pare Kanakasooriya Cinkaiariyan i fou el pare del seu successor Cankili I.

## Biografia
Singai Pararajaseakaram fou el fill gran de Kanakasooriya Cinkaiariyan (o Cingaiariyan) que va perdre i després va recuperar el regne de Jaffna del rival regne de Kotte. Singai Pararajasekaram fou també el primer que no va utilitzar el títol Singaiariyan o Cinkaiariyan com a part del seu nom de regne. Després d'ell tots els reis van portar la versió més curta "Singai" com a part del nom de regne.
Després de recuperar el regne (el seu pare va governar per segon cop de 1467/1468 a 1478) Singai Pararajasekaram es va concentrar en el desenvolupament de l'àrea nuclear del regne més que a cap intent d'expansió territorial.
Singai Pararajasekarm va tenir tres esposes: Rasaletchumi Ammal, Valliammai i Mangathammal. Va tenir vuit fills a través d'aquestes tres esposes.

## Govern
Va ser conegut per dirigir les seves energies cap a consolidar el potencial econòmic del regne per maximitzar ingressos de perles i exportacions d'elefants i per ingressos de la terra. És també conegut per la seva naturalesa agressiva i violenta. El regne esdevingué menys feudal que la majoria d'altres regnes de Sri Lanka del mateix període. Una important literatura local tàmil va ser produïda i els temples hindús van ser construïts durant aquest període incloent-hi una acadèmia per l'avenç de la llengua.
A la seva mort el va succeir el seu fill Cankili I.